# Schalltor
Das Schalltor oder die Brücke am Horn ist eine Brücke am Fuße einer Erhebung und Teil des Parks an der Ilm in Weimar.
Die aus Bruchstein errichtete Brücke ist die östliche Verlängerung der Sternbrücke, die das Weimarer Stadtschloss mit der Leibnizallee verbindet. Das Geländer ist ein gekreuztes Eisenbandgeländer. So in etwa befindet es sich am Schlossplatz. Schalltor wird diese Einbogenbrücke über die Straße Am Horn genannt, weil deren Gewölbe entsprechend der Fahrbahn verzogen ist.